# Geboortejaar van Mohammed

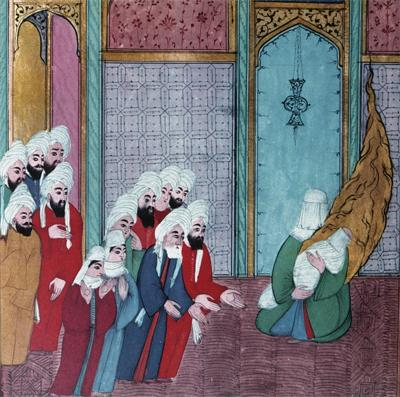
De net geboren Mohammed ligt in de handen van zijn moeder en wordt door zijn grootvader aan de Mekkanen getoond

De vraag naar het geboortejaar van Mohammed kan niet met zekerheid worden beantwoord. Er bestaan geen zekere chronologische gegevens voor de Mekkaanse periode van zijn leven. Zijn activiteit in Medina besloegen ongeveer 10 jaar, van de hidjra in 622 tot zijn dood in 632.
De meeste historische bronnen zeggen dat zijn activiteit als (islamitisch) profeet in Mekka ook 10 jaar duurde, maar zienswijzen hierop verschillen. Een mededeling in een gedicht dat door sommigen wordt toegeschreven aan Abu Kays b. Abi Anas en door sommigen aan Hassan ibn Thabit vermeldt dat zijn profetische activiteit in Mekka '10 en aantal jaren' duurde.
Biografen van Mohammed stellen de leeftijd van Mohammed op 40 of soms 43 op het moment dat hem, volgens de islam, de engel Gabriël verscheen en hem aanwees als profeet van God (islam).
Samen met deze informatie en de lengte van de Mekkaanse en Medinaanse perioden en zijn leeftijd bij zijn dood zou zijn geboortejaar rond 570 van de christelijke jaartelling kunnen worden gesteld. Dit kan uitgerekend worden door van 632 (sterfjaar Mohammed) af te trekken: 10 jaar (lengte Medinaanse periode), en nog eens 10 jaar (lengte Mekkaanse periode) en 40 jaar (leeftijd eerste activiteiten als islamitisch profeet), maakt 572. Onzeker zijn dus de lengte van de Mekkaanse periode en de leeftijd van Mohammed wanneer hij zijn eerste activiteiten als islamitisch profeet begon.

## Geboorte

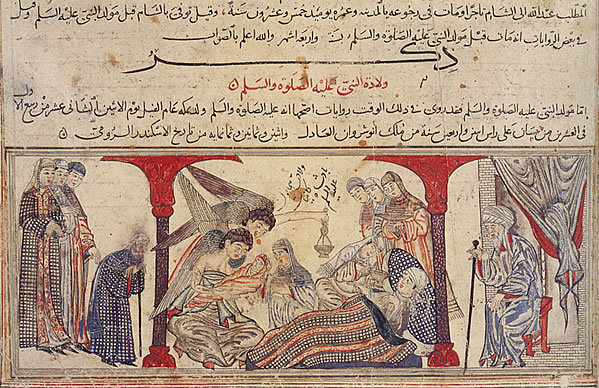
De geboorte van Mohammed.Illustratie uit de Jami' al-tawarikh van de Perzische historicus Rashid al-Din

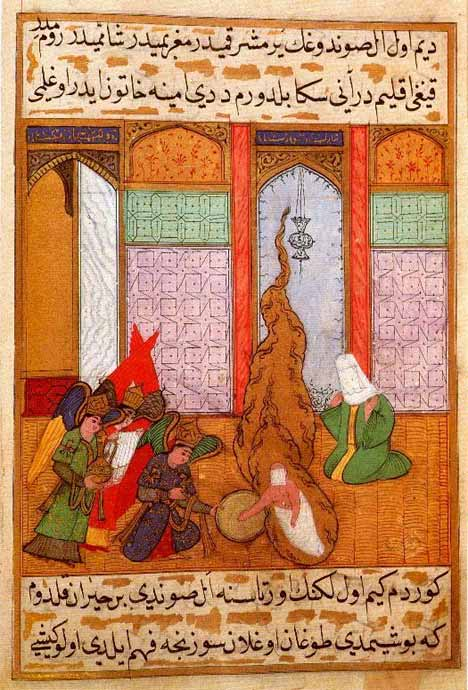
Ottomaans miniatuurschilderij waarop de geboorte van de islamitische profeet Mohammed wordt afgebeeld

Volgens de Egyptische sterrenkundige Mohammed al-Falaki Pasha (gestorven in 1885) werd Mohammed geboren op 20 april in het jaar 571, het 'Jaar van de Olifant'. In dit jaar viel Abraha, een Abessijnse christenvorst die over Jemen heerste, Mekka met een kudde olifanten aan in een poging de Ka'aba te vernietigen en de kerk van Sanaa tot het nieuwe religieuze middelpunt van het Arabisch Schiereiland te maken. Hiervan wordt melding gemaakt in de Koran, in soera De Olifant.
In een samenleving die geen vaste kalender had werd dit 'Jaar van de Olifant' niet alleen de belangrijkste datum in de recente geschiedenis, maar ook het begin van een nieuwe, Arabische tijdrekening. Mogelijkerwijs hebben vroege biografen Mohammed dan ook in 571 geboren laten zijn om deze geboorte met een andere belangrijke gebeurtenis te laten samenvallen.
Een publicatie uit 1987 stelde dat 571 niet Mohammeds werkelijke geboortejaar en evenmin het jaar van de Abessijnse aanval op Mekka; die gebeurtenis zou hebben plaatsgevonden omstreeks 552.
Volgens de bekende islamitische geleerde Mohammed Hamidullah (gestorven in 2002) werd de islamitische profeet op 17 juni in het jaar 569 op een maandag geboren. Deze datum lijkt hoogstwaarschijnlijk de juiste te zijn aangezien er een grote consensus bestaat wat betreft de overlijdensdatum (8 juni 632) en het ouderdomsjaar van Mohammed (63) op het moment dat hij stierf.

## Mohammeds werkelijke geboortejaar
Het komt erop neer dat niemand exact weet wanneer Mohammed is geboren, want verjaardagen waren in de voorislamitische Arabische samenleving geen bijzonder belangrijke data. Waarschijnlijk wist Mohammed zelf zijn eigen geboortejaar niet. Met moderne historische methoden heeft men, zo goed en zo kwaad als het gaat, Mohammeds geboorte gedateerd in de tweede helft van de zesde eeuw.